# 李柯以
李柯以（2000年12月13日—），河南洛陽人，畢業於北京服裝學院，中國短劇女演員，憑藉短劇《十八歲太奶奶駕到，重整家族榮耀》而迅速走紅，於2025年獲頒發愛奇藝熒光之夜年度微劇閃耀演員大獎。

## 外部連結
- 抖音上的資料